# III. Ranavalona madagaszkári királynő
III. Ranavalona (Ambohipiara, Madagaszkár, 1861. november 22. – Algír, 1917. május 23.), születési neve: Razafindrahety (Razafy) és III. Ranavalona (Ranavalomandzsaka) néven Madagaszkár királynője (1861–1897). Andriambelomaszina imerinai király 6. leszármazottja. Az Imerina-dinasztia tagja. Dzsombe Szudi és Szalima Masamba mohéli királynők rokona. Ő volt az egyetlen madagaszkári királynő, aki nem királynéból lett Madagaszkár uralkodója.

## Élete

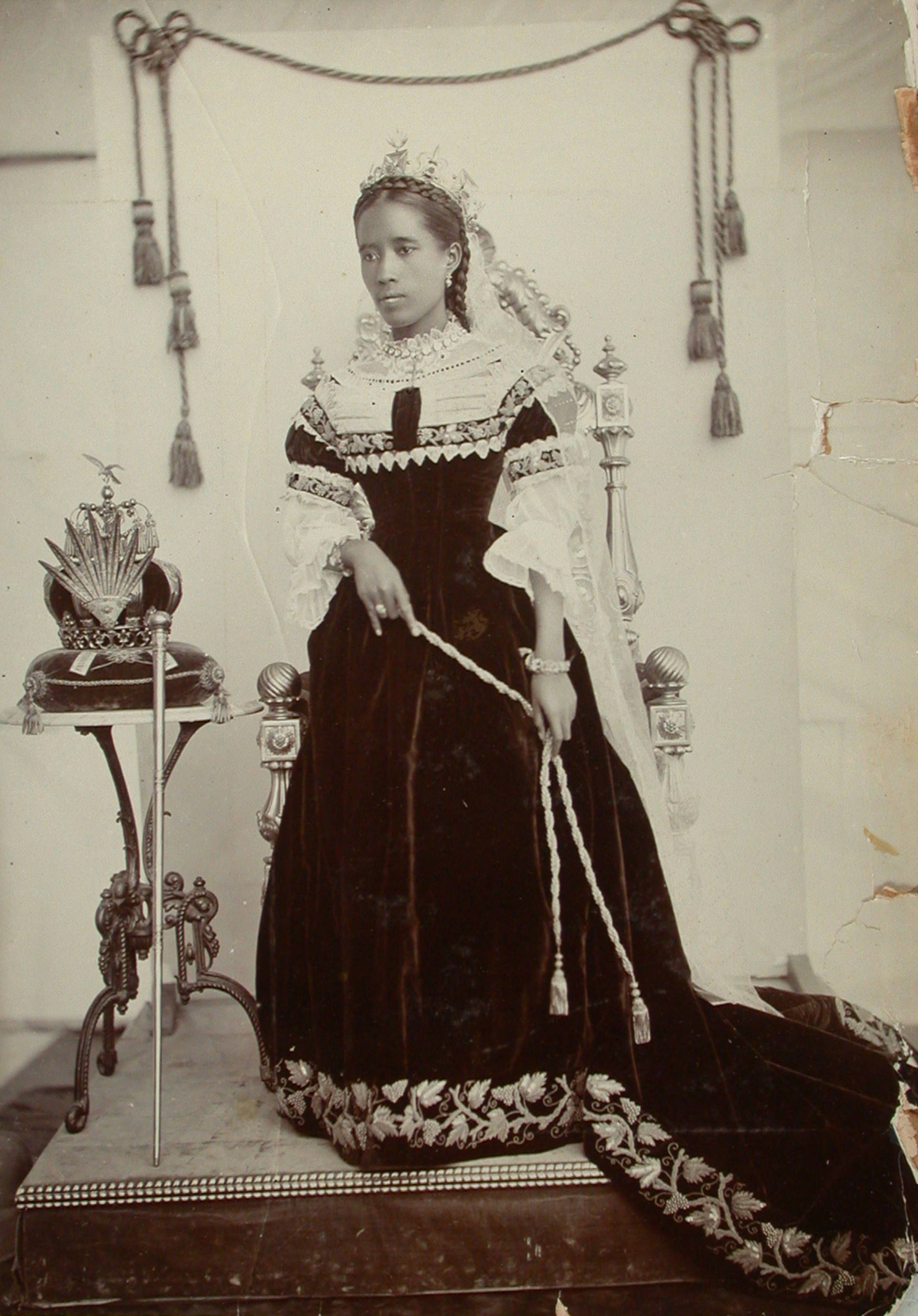
Az ifjú uralkodónő mellette a királyi koronával

Andriantszimianatra úrnak, Rabodonandrasana hercegnő fiának és Raketaka madagaszkári királyi hercegnőnek a fiatalabb lánya. Az apja, Andriantszimianatra úr Andriamasinavalona imerinai király (ur.: 1675–1710) szépunokája (5. leszármazottja) volt, annak fia, Rakotofananona (Andriankotofananina) herceg révén. Anyja, Raketaka hercegnő pedig Andriambelomaszina imerinai király (ur.: 1730–1770) szépunokája (5. leszármazottja) volt, annak leánya, Ranavalonjanjanahary hercegnő révén. A gyermektelen II. Ranavalona madagaszkári királynő utódjául szemelték ki 1883-ban. 

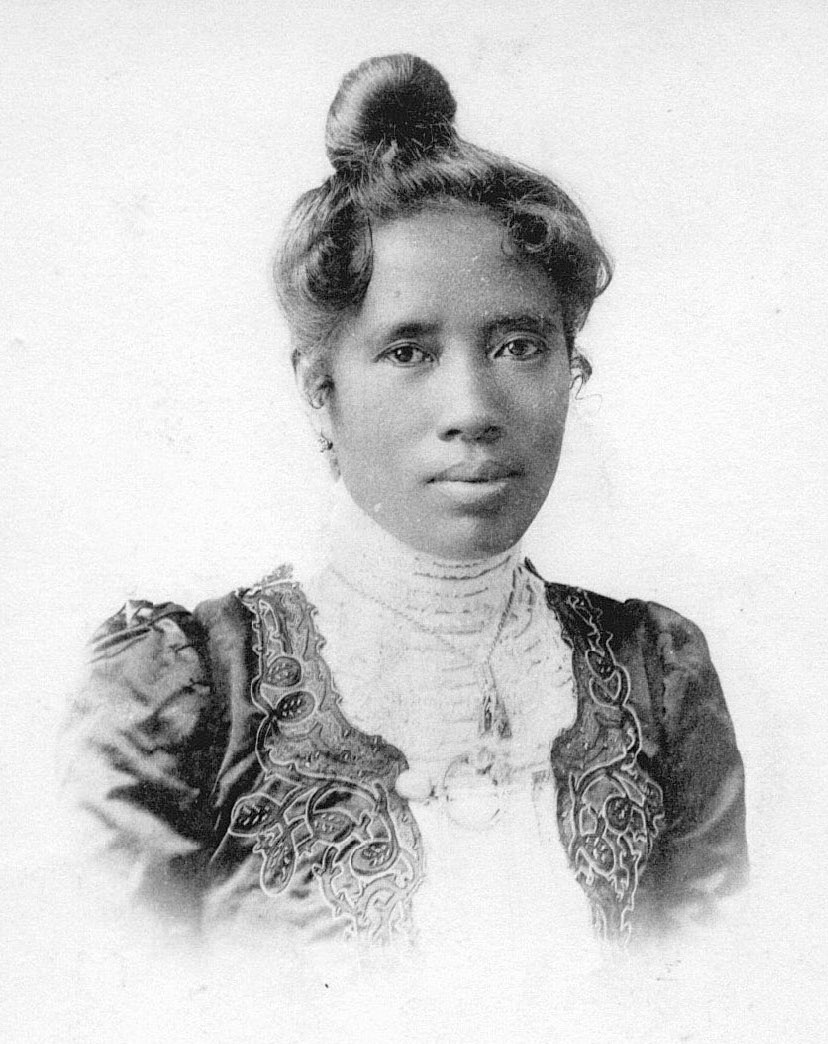
III. Ranavalona királynő 1900 előtti fényképe

Kapóra jött, hogy a férje, Ratrimo(harivony) madagaszkári herceg 1883. május 8-án meghalt, ezért II. Ranavalona halálakor, 1883. július 30-án Madagaszkár uralkodójává kiáltották ki, és feleségül adták elődjének az özvegyéhez, Rainilaiarvony (1828–1896) madagaszkári miniszterelnökhöz, akinek ez már a negyedik házassága volt.

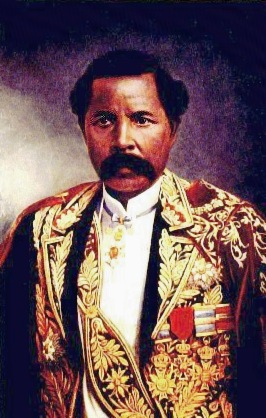
Rainilaiarivony madagaszkári miniszterelnök festménye

Razafindrahety (Razafy) hercegnőt a 22. születésnapján, 1883. november 22-én Antananarivóban III. Ranavalona néven királynővé koronázták.
III. Ranavalona csak jelképes szerepet töltött be a madagaszkári politikában, az államügyeket a férje, a miniszterelnök intézte. A királynő szerepe azonban az alattvalók körében rendkívül népszerű volt, szinte istennőként tekintettek rá. Mivel III. Ranavalonának egyik házasságából sem születtek gyermekei, ezért nővérének, Rasendranoro (1860–1901) hercegnőnek a lányait tekintette örököseinek, akiket örökbe is fogadott. Az idősebb lány, Rasoherina (1881–1895 előtt) hercegnő azonban fiatalon meghalt, így az ifjabb leány, Ranavalona (1882–1897) hercegnő lett a következő trónörökös 1895-ben. 1896 viszont sorsdöntő év volt Madagaszkár számára, hiszen a franciák győztes háborút vívtak a madagaszkáriak ellen, III. Ranavalona férje, a mindenható miniszterelnök pedig, akit már 1895-ben lemondattak, 1896. július 17-én algériai száműzetésben meghalt. 

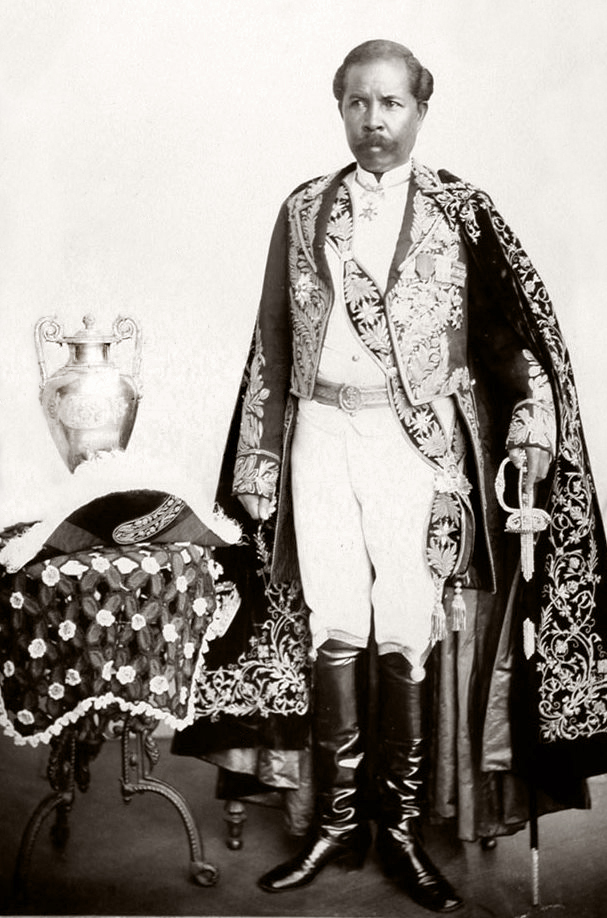
Rainilaiarivony madagaszkári miniszterelnök fényképe

III. Ranavalonát azonban 1897. február 28-án trónfosztották a franciák, és előbb ideiglenesen Réunion szigetére, majd állandó lakhelyéül kijelölve Algériába száműzték. A száműzetésbe követte a nagynénje, az anyjának, Raketaka hercegnőnek a féltestvére, Ramaszindrazana hercegnő, a nővére, Rasendranoro és nővérének az előrehaladottan terhes lánya, Ranavalona hercegnő. A királynő unokahúga azonban meghalt, miután 1897. március 15-én Réunion szigetén 15 évesen világra hozta egyetlen gyermekét, Mária Lujza Ranavalo (1897–1948) hercegnőt. A nővérének újszülött unokája így a trónját elvesztett királynőnek már csak hipotetikus örököse lett. A száműzött királynő nővére, Raszendranoro Algériában halt meg 1901. november 9-én, viszont a nővére unokája, Mária Lujza Ranavalo hercegnő túlélte III. Ranavalonát.

## Örököse

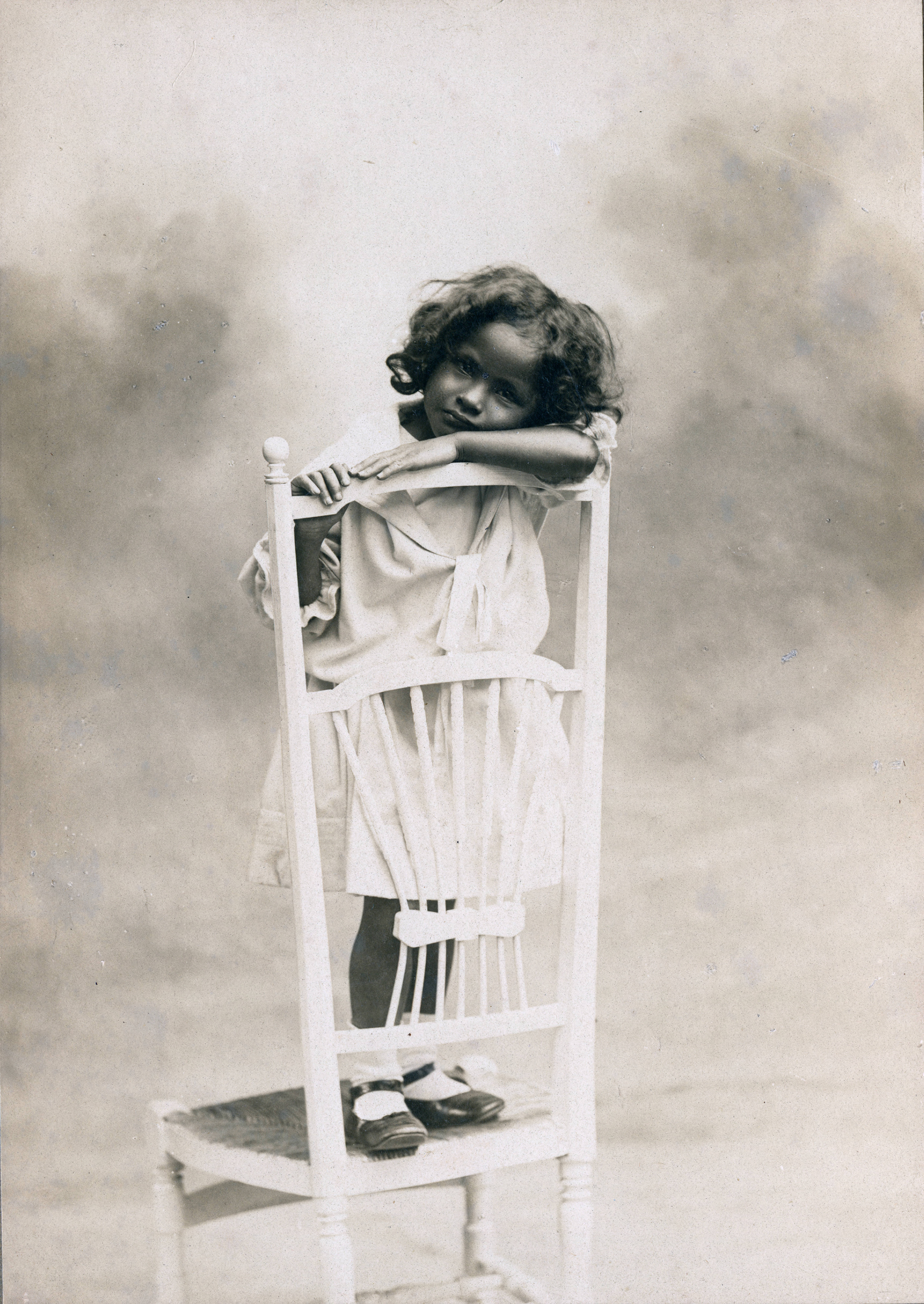
III. Ranavalona nagyunokahúga és örököse, Mária Lujza Ranavalo hercegnő 1900-ban háromévesen

Madagaszkár utolsó királynője 1917. május 23-án halt meg Algéria székhelyén, Algírban. Unokahúga, Mária Lujza Ranavalo lett a madagaszkári királyi ház feje, aki 1921. június 24-én feleségül ment André Bosshard-hoz, Franciaországban telepedett le, de a házasságából nem születtek gyermekei, és később elvált a férjétől, de nem ment többé férjhez. Mária Lujza Ranavalo 1948. január 18-án halt meg, és mivel nem hagyott hátra utódokat, és a madagaszkári trónöröklés sem volt szabályozva, hiszen a mindenkori uralkodó jelölte ki örökösét még jó előre vagy a halálos ágyán, így bizonytalan, hogy ki tekinthető a madagaszkári királyi ház fejének.